# Mette Frederiksen
Mette Frederiksen (Aalborg, 19 november 1977) is een Deense politica van de sociaaldemocratische partij Socialdemokraterne. Sinds juni 2019 is zij premier van Denemarken.
Eerder was Frederiksen minister van Justitie en minister van Werkgelegenheid in het kabinet van Helle Thorning-Schmidt. Sinds 2015 is ze voorzitster van haar partij.

## Biografie
Mette Frederiksen werd geboren in Aalborg als dochter van de typograaf Flemming Frederiksen en de pedagoge Anette Frederiksen. Op het Aalborghus Gymnasium haalde ze in 1996 het examen. Daarna studeerde ze aan de Universiteit van Aalborg en behaalde in 2007 een bachelor in administratie en sociale wetenschappen. Hierna ging ze naar de Universiteit van Kopenhagen, waar ze in 2009 afsloot met een master in Afrikaanse studies.
Tussendoor (periode 2000-2001) werkte ze als jongerenconsulente voor LO, de koepelorganisatie van de Deense vakbonden.

## Politieke loopbaan

### Parlementslid
Bij de parlementsverkiezingen van 2001 werd Frederiksen voor het eerst verkozen in het Folketing, met 3.602 voorkeurstemmen in het kiesdistrict Kopenhagen. Reeds in het begin van haar politieke carrière had Frederiksen een zeer uitgesproken mening over prostitutie. In augustus 2002 zei ze dat prostitutie in Denemarken moest worden verboden, net zoals in Zweden en Noorwegen.  
In 2005 werd ze herverkozen met 18.219 voorkeurstemmen. Bij de verkiezingen van 2007 stond ze in de top tien van de meeste voorkeurstemmen met 27.077 stemmen. Frederiksen zat tijdens die periode met haar partij in de oppositie.

### Minister van Werkgelegenheid
Bij de parlementsverkiezingen van 2011 werd Frederiksen als parlementslid herkozen met 21.847 voorkeurstemmen. Socialdemokraterne nam deel aan de regering en op 3 oktober 2011 werd Frederiksen minister van Werkgelegenheid in het eerste kabinet van Helle Thorning-Schmidt. 
De belangrijkste realisaties tijdens haar ambt als minister van Werkgelegenheid waren:
- De afschaffing van de Starthjælp, een vervangingsinkomen dat werd toegekend aan immigranten van buiten de Scandinavische landen en de landen van de Europese Gemeenschap en voor Denen die langer dan 8 jaar in het verre buitenland verbleven hadden en terugkwamen naar Denemarken.[3]

- In augustus 2012 deed ze een oproep aan alle betrokkenen om langdurig werklozen een kans te geven om te participeren op de arbeidsmarkt. Ze bereikte hierbij een akkoord met alle actoren en reserveerde hiervoor een budget van 332 miljoen Deense kronen.[4]

- Ze voerde op 25 februari 2013 diverse maatregelen in in het kaderd van de hervorming van de sociale zekerheid. Zo kregen werkloze jongeren (< 30 jaar) zonder opleiding geen uitkering meer maar opleidingssteun waarbij ze verplicht werden een opleiding te volgen. Het verplicht instappen in een aangeboden baan, waarvan de bevoegde diensten vonden dat die aansloot bij het profiel van de jongere, werd afgeschaft. In de begeleiding naar werkgelegenheid moest de klemtoon liggen op de individuele vaardigheden van de werkzoekende. In haar beleid schonk ze speciale aandacht aan alleenstaande ouders en jonge moeders. Samenwonenden kregen dezelfde onderhoudsplichten voor hun partner als gehuwde stellen.[5][6] Ze verdedigde het beleid door te stellen dat dit het aantal uitkeringsgerechtigden zou doen dalen in Denemarken.

### Minister van Justitie en partijleider
In het tweede kabinet van Thorning-Schmidt, dat aantrad op 3 februari 2014, was Frederiksen opnieuw minister van Werkgelegenheid. Op 10 oktober van dat jaar stapte ze echter over naar het ministerie van Justitie, waar ze de plaats innam van de vertrekkende minister Karen Hækkerup. Bij de parlementsverkiezingen in 2015 werd Socialdemokraterne de grootste partij van Denemarken, maar veroverde het liberaal-rechtse blok een meerderheid in het parlement. Hierop kondigde Thorning-Schmidt haar ontslag als premier en partijleider aan. Op 28 juni 2015 werd Frederiksen door de partij unaniem aangewezen als haar opvolgster. Zij was van 2015 tot 2019 vervolgens oppositieleider tijdens de kabinetsperiode van Lars Løkke Rasmussen.

### Premier van Denemarken
Bij de parlementsverkiezingen van 2019 werd Socialdemokraterne onder leiding van Frederiksen opnieuw de grootste partij (25,9% van de stemmen, ofwel 48 zetels). Frederiksen kreeg de opdracht een nieuw kabinet te vormen en werd daarmee de beoogde nieuwe premier. Haar voorkeur ging uit naar het vormen van een minderheidsregering, bestaande uit haar eigen partij en met gedoogsteun van de andere linkse partijen. Haar regering trad aan op 27 juni 2019. Met een leeftijd van 41 jaar op dat moment werd Frederiksen de jongste minister-president in de geschiedenis van Denemarken.
Gedurende het kabinet-Frederiksen I werd Denemarken getroffen door de coronapandemie. In opdracht van de regering werden tijdens deze periode miljoenen nertsen afgemaakt, uit vrees dat de dieren een mutatie van het coronavirus zouden overdragen op mensen. Deze gang van zaken, die zonder juridische basis of parlementaire meerderheid werd doorgevoerd, veroorzaakte veel verontwaardiging en werd bovendien zwaar bekritiseerd in een onderzoeksrapport dat in juni 2022 verscheen. Als gevolg hiervan eiste gedoogpartij Radikale Venstre dat Frederiksen nieuwe verkiezingen zou uitschrijven en dreigde een motie van wantrouwen tegen de regering in te dienen. In oktober 2022 kondigde Frederiksen inderdaad vervroegde verkiezingen aan.
De vervroegde verkiezingen vonden, zeven maanden eerder dan aanvankelijk gepland, plaats op 1 november 2022. Frederiksen leidde de sociaaldemocraten naar 50 zetels (27,5% van de stemmen), hun beste resultaat in twintig jaar tijd. Daarmee werd de partij veruit de grootste van Denemarken. Hoewel het linkse blok genoeg zetels behield om verder te kunnen regeren, nam Frederiksen het initiatief voor de formatie van een brede coalitie, waarbij ook de liberale en conservatieve partijen betrokken werden. Op 15 december trad haar tweede kabinet aan, met de liberale partijen Venstre en Moderaterne als coalitiepartners.
Op 14 januari 2024 trad koningin Margrethe II af ten gunste van haar zoon Frederik. Als premier stelde Frederiksen de nieuwe koning voor aan het Deense volk vanaf het balkon van Christiansborg.